# Grand Prix automobile d'Australie 2008
GP précédent GP suivant
Le Grand Prix automobile d'Australie 2008 (2008 Formula 1 ING Australian Grand Prix), disputé sur le circuit de l'Albert Park dans la banlieue de Melbourne le 16 mars 2008, est la 786e épreuve du championnat du monde de Formule 1 courue depuis 1950 et la manche d'ouverture du championnat 2008.

## Essais libres

### Vendredi matin

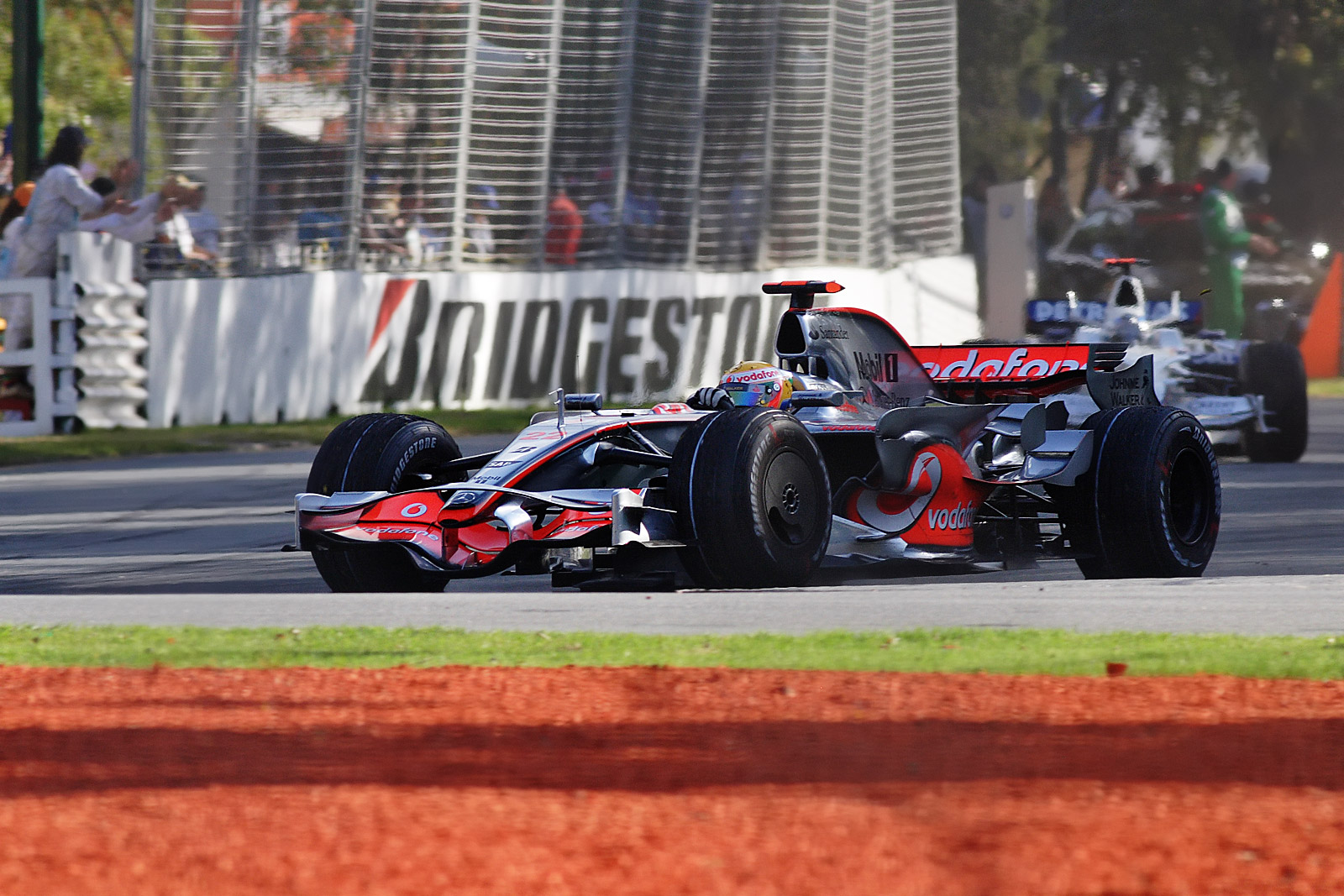
Lewis Hamilton, vainqueur du GP d'Australie

| Pos | Pilote            | Voiture          | Chrono         | Écart   |
| --- | ----------------- | ---------------- | -------------- | ------- |
| 1   | Kimi Räikkönen    | Ferrari          | 1 min 26 s 461 |         |
| 2   | Lewis Hamilton    | McLaren-Mercedes | 1 min 26 s 948 | 0 s 487 |
| 3   | Felipe Massa      | Ferrari          | 1 min 26 s 958 | 0 s 497 |
| 4   | Heikki Kovalainen | McLaren-Mercedes | 1 min 27 s 114 | 0 s 653 |
| 5   | Mark Webber       | Red Bull-Renault | 1 min 28 s 263 | 1 s 802 |
| 6   | Fernando Alonso   | Renault          | 1 min 28 s 360 | 1 s 889 |

### Vendredi après-midi

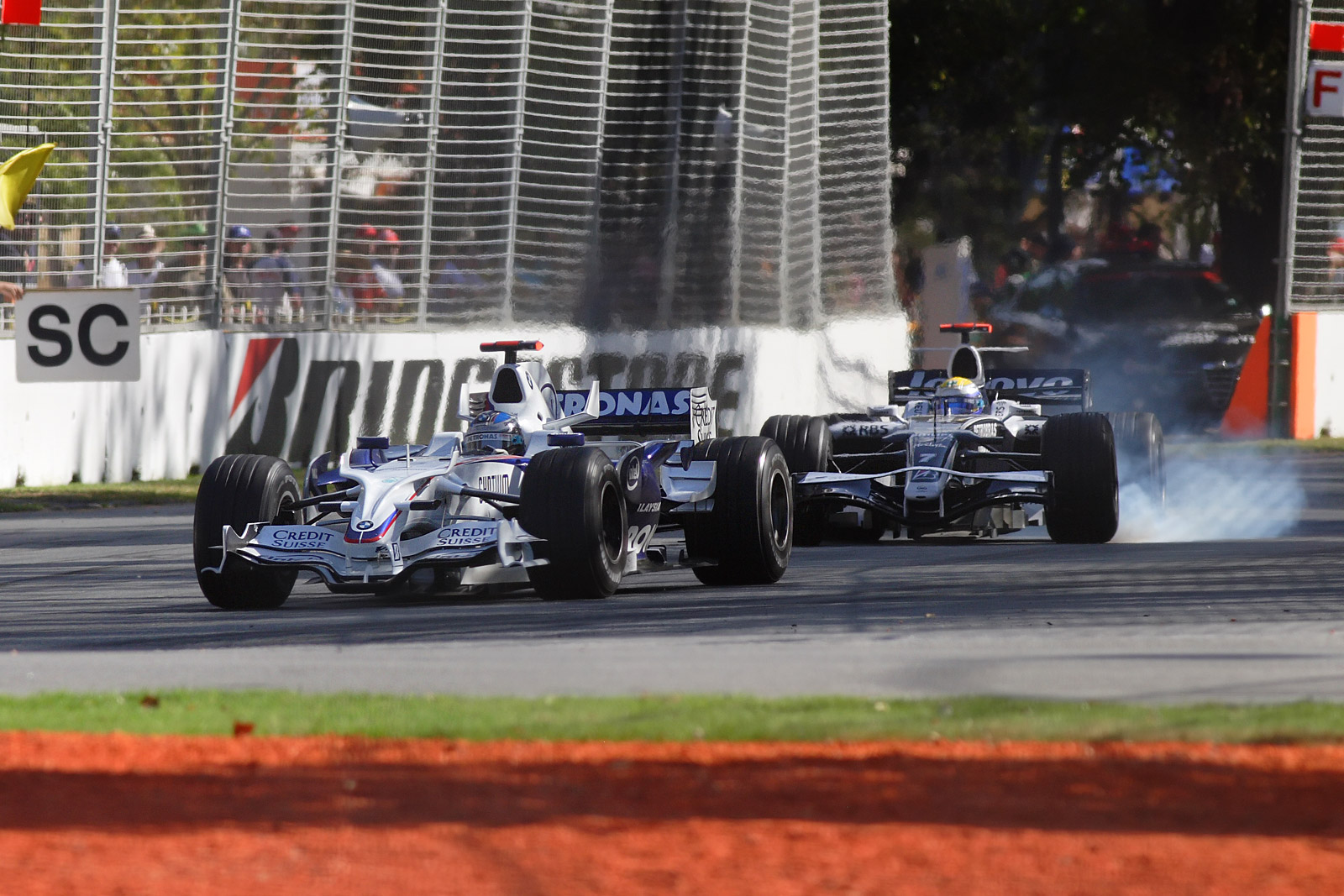
Nick Heidfeld et Nico Rosberg, tous deux sur le podium du GP d'Australie

| Pos | Pilote            | Voiture          | Chrono         | Écart   |
| --- | ----------------- | ---------------- | -------------- | ------- |
| 1   | Lewis Hamilton    | McLaren-Mercedes | 1 min 26 s 559 |         |
| 2   | Mark Webber       | Red Bull-Renault | 1 min 27 s 473 | 0 s 914 |
| 3   | Felipe Massa      | Ferrari          | 1 min 27 s 640 | 1 s 081 |
| 4   | Heikki Kovalainen | McLaren-Mercedes | 1 min 27 s 683 | 1 s 124 |
| 5   | David Coulthard   | Red Bull-Renault | 1 min 28 s 037 | 1 s 478 |
| 6   | Kimi Räikkönen    | Ferrari          | 1 min 28 s 208 | 1 s 649 |

### Samedi matin
| Pos | Pilote          | Voiture          | Chrono         | Écart   |
| --- | --------------- | ---------------- | -------------- | ------- |
| 1   | Robert Kubica   | BMW Sauber       | 1 min 25 s 613 |         |
| 2   | Nick Heidfeld   | BMW Sauber       | 1 min 25 s 950 | 0 s 337 |
| 3   | Fernando Alonso | Renault          | 1 min 26 s 082 | 0 s 469 |
| 4   | Nico Rosberg    | Williams-Toyota  | 1 min 26 s 171 | 0 s 558 |
| 5   | David Coulthard | Red Bull-Renault | 1 min 26 s 385 | 0 s 772 |
| 6   | Mark Webber     | Red Bull-Renault | 1 min 26 s 407 | 0 s 794 |

## Grille de départ
| Pos | Pilote               | Écurie              | Qualifications 1 | Qualifications 2 | Qualifications 3 |
| --- | -------------------- | ------------------- | ---------------- | ---------------- | ---------------- |
| 1   | Lewis Hamilton       | McLaren-Mercedes    | 1 min 26 s 572   | 1 min 25 s 187   | 1 min 26 s 714   |
| 2   | Robert Kubica        | BMW Sauber          | 1 min 26 s 103   | 1 min 25 s 315   | 1 min 26 s 869   |
| 3   | Heikki Kovalainen    | McLaren-Mercedes    | 1 min 25 s 664   | 1 min 25 s 452   | 1 min 27 s 079   |
| 4   | Felipe Massa         | Ferrari             | 1 min 25 s 994   | 1 min 25 s 691   | 1 min 27 s 178   |
| 5   | Nick Heidfeld        | BMW Sauber          | 1 min 25 s 960   | 1 min 25 s 518   | 1 min 27 s 236   |
| 6   | Jarno Trulli         | Toyota              | 1 min 26 s 427   | 1 min 26 s 101   | 1 min 28 s 527   |
| 7   | Nico Rosberg         | Williams-Toyota     | 1 min 26 s 295   | 1 min 26 s 059   | 1 min 28 s 687   |
| 8   | David Coulthard      | Red Bull-Renault    | 1 min 26 s 361   | 1 min 26 s 063   | 1 min 29 s 041   |
| 9   | Sebastian Vettel     | Toro Rosso-Ferrari  | 1 min 26 s 742   | 1 min 25 s 802   | Pas de temps     |
| 10  | Rubens Barrichello   | Honda               | 1 min 26 s 369   | 1 min 26 s 173   |                  |
| 11  | Fernando Alonso      | Renault             | 1 min 26 s 907   | 1 min 26 s 188   |                  |
| 12  | Jenson Button        | Honda               | 1 min 26 s 712   | 1 min 26 s 259   |                  |
| 13  | Kazuki Nakajima      | Williams-Toyota     | 1 min 26 s 891   | 1 min 26 s 413   |                  |
| 14  | Mark Webber          | Red Bull-Renault    | 1 min 26 s 914   | Pas de temps     |                  |
| 15  | Kimi Räikkönen       | Ferrari             | 1 min 26 s 140   | Pas de temps     |                  |
| 16  | Giancarlo Fisichella | Force India-Ferrari | 1 min 27 s 207   |                  |                  |
| 17  | Sebastien Bourdais   | Toro Rosso-Ferrari  | 1 min 27 s 446   |                  |                  |
| 18  | Adrian Sutil         | Force India-Ferrari | 1 min 27 s 859   |                  |                  |
| 19  | Timo Glock           | Toyota              | 1 min 26 s 929   | 1 min 26 s 164   | 1 min 29 s 593   |
| 20  | Takuma Satō          | Super Aguri-Honda   | 1 min 28 s 208   |                  |                  |
| 21  | Nelsinho Piquet      | Renault             | 1 min 28 s 330   |                  |                  |
| 22  | Anthony Davidson     | Super Aguri-Honda   | 1 min 29 s 059   |                  |                  |

- Sebastian Vettel n'établit pas de temps à cause d'un problème de pompe à huile qui l'a empêché de prendre part à la Super-pole.
- Mark Webber n'établit pas de temps à cause d'une casse du frein avant-droit dans sa première tentative chronométrée en Q2.
- Kimi Räikkönen n'établit pas de temps à cause d'un problème de pression de carburant en Q1. Il n'a pas pu participer à la Q2.
- Timo Glock est rétrogradé de 10 places sur la grille de départ pour avoir changé de boîte de vitesses (rétrogradation de 5 places) et avoir gêné Mark Webber (rétrogradation de 5 places).
- Jenson Button, Giancarlo Fisichella et Nico Rosberg ont été convoqués par les commissaires de course pour avoir ignoré les drapeaux jaunes. Ils n'ont toutefois pas été pénalisés.

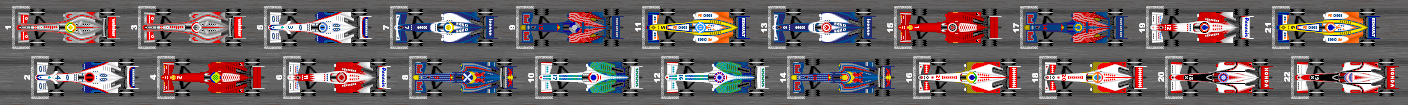
La grille de départ du Grand Prix

## Course

### Déroulement de l'épreuve

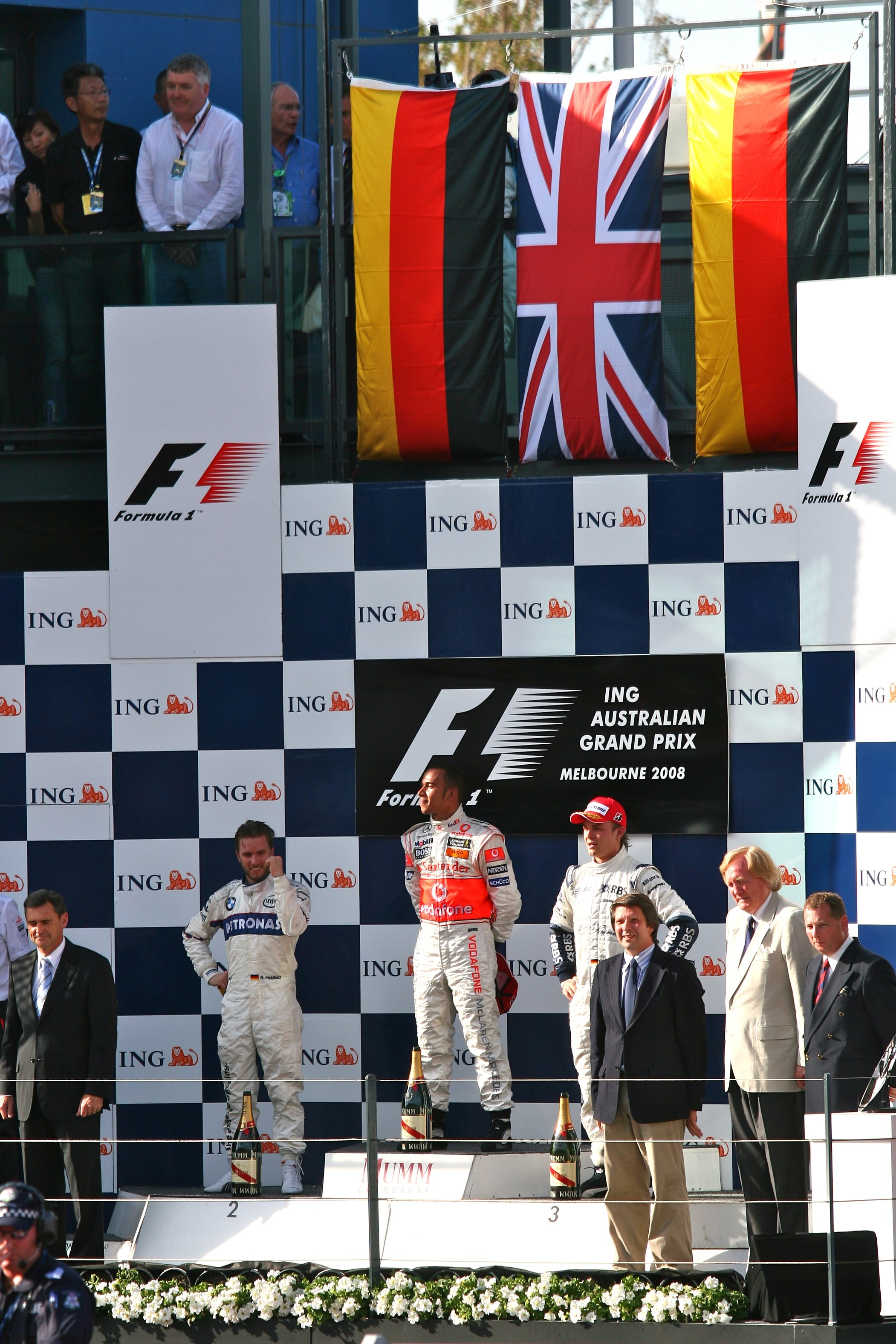
Le podium du Grand Prix

Robert Kubica ne tire pas partie de son premier départ en première ligne tandis que Nelson Angelo Piquet percute et contraint à l'abandon Giancarlo Fisichella. Peu après, Felipe Massa doit changer son aileron avant alors que Mark Webber, Anthony Davidson et Jenson Button abandonnent et provoquent la première sortie de la voiture de sécurité. Lewis Hamilton, Kubica et Nico Rosberg prennent alors le large, Kimi Räikkönen réalise une excellente opération en passant du 15e au 8e rang à l'issue du premier tour.
Au 26e passage, Massa accroche David Coulthard en tentant de le dépasser et provoque son abandon, ainsi qu'une nouvelle sortie du safety-car. Le Brésilien renonce quelques tours plus tard, moteur cassé. Après que la voiture de sécurité s'efface au 30e tour, Räikkönen échoue à doubler son compatriote Heikki Kovalainen pour la seconde place et se retrouve douzième.
Au 44e tour, Timo Glock sort large d'un virage et sa monoplace décolle sur un vibreur avant de finir contre un muret de protection, le véhicule de sécurité doit alors intervenir pour la troisième fois. Rubens Barrichello commet l'erreur de quitter son stand de ravitaillement alors que le tuyau de remplissage n'est pas encore désacouplé de sa monoplace ; de plus, il quitte la voie des stands sous feu rouge, ce qui provoquera sa disqualification ultérieure. Au 47e tour, Kubica abandonne, accroché par le débutant Kazuki Nakajima qui sera pénalisé pour l'épreuve suivante. Fernando Alonso réussit à doubler simultanément Kovalainen et Räikkönen et pointe en cinquième position. Au moment où Räikkönen se fait de plus en plus pressant sur Kovalainen, le pilote Ferrari abandonne sur panne mécanique. Sébastien Bourdais, dont c'est le premier Grand Prix, pointait alors au quatrième rang mais pour la troisième fois de la course, le moteur Ferrari casse (Bourdais sera néanmoins classé).
Alors qu'il ne reste qu'un tour à couvrir, Kovalainen prend l'avantage sur Alonso pour le gain de la quatrième place, mais l'Espagnol reprend quasi immédiatement sa position. Ainsi, Lewis Hamilton remporte le Grand Prix en devançant à l'arrivée les Allemands Nick Heidfeld et Nico Rosberg. Sébastien Bourdais, qui prenait son premier départ en Formule 1 et Kazuki Nakajima, dont c'était seulement le second ont chacun inscrit leurs premiers points. Heikki Kovalainen a réalisé son premier meilleur tour en course tandis que Nico Rosberg est monté sur son premier podium. 7 voitures seulement ont franchi la ligne d'arrivée, mais après la course, Rubens Barrichello, sur Honda, a été déclassé pour sortie des stands sous feu rouge.

### Classement de la course
| Pos  | No | Pilote               | Écurie              | Tours | Temps/Abandon                      | Grille | Points |
| ---- | -- | -------------------- | ------------------- | ----- | ---------------------------------- | ------ | ------ |
| 1    | 22 | Lewis Hamilton       | McLaren-Mercedes    | 58    | 1 h 34 min 50 s 616 (194,578 km/h) | 1      | 10     |
| 2    | 3  | Nick Heidfeld        | BMW Sauber          | 58    | + 5 s 478                          | 5      | 8      |
| 3    | 7  | Nico Rosberg         | Williams-Toyota     | 58    | + 8 s 163                          | 7      | 6      |
| 4    | 5  | Fernando Alonso      | Renault             | 58    | + 17 s 181                         | 11     | 5      |
| 5    | 23 | Heikki Kovalainen    | McLaren-Mercedes    | 58    | + 18 s 014                         | 3      | 4      |
| 6    | 8  | Kazuki Nakajima      | Williams-Toyota     | 57    | + 1 tour                           | 13     | 3      |
| 7    | 14 | Sébastien Bourdais   | Toro Rosso-Ferrari  | 55    | Moteur                             | 17     | 2      |
| 8    | 1  | Kimi Räikkönen       | Ferrari             | 54    | Moteur                             | 15     | 1      |
| Abd. | 4  | Robert Kubica        | BMW Sauber          | 47    | Accrochage avec Nakajima           | 2      |        |
| Abd. | 12 | Timo Glock           | Toyota              | 43    | Accident                           | 18     |        |
| Abd. | 18 | Takuma Satō          | Super Aguri-Honda   | 32    | Transmission                       | 19     |        |
| Abd. | 6  | Nelsinho Piquet      | Renault             | 30    | Embrayage                          | 20     |        |
| Abd. | 2  | Felipe Massa         | Ferrari             | 29    | Moteur                             | 4      |        |
| Abd. | 9  | David Coulthard      | Red Bull-Renault    | 25    | Accrochage avec Massa              | 8      |        |
| Abd. | 11 | Jarno Trulli         | Toyota              | 19    | Electricité                        | 6      |        |
| Abd. | 20 | Adrian Sutil         | Force India-Ferrari | 8     | Hydraulique                        | 22     |        |
| Abd. | 10 | Mark Webber          | Red Bull-Renault    | 0     | Accrochage                         | 14     |        |
| Abd. | 16 | Jenson Button        | Honda               | 0     | Accrochage                         | 12     |        |
| Abd. | 19 | Anthony Davidson     | Super Aguri-Honda   | 0     | Accrochage                         | 21     |        |
| Abd. | 15 | Sebastian Vettel     | Toro Rosso-Ferrari  | 0     | Accrochage                         | 9      |        |
| Abd. | 21 | Giancarlo Fisichella | Force India-Ferrari | 0     | Accrochage                         | 16     |        |
| Dsq. | 17 | Rubens Barrichello   | Honda               | 58    | Disqualifié                        | 10     |        |

### Pole position et record du tour
- Pole position :  Lewis Hamilton (McLaren-Mercedes) en 1 min 26 s 714 (220,158 km/h). Le meilleur temps des qualifications a quant à lui été établi par Hamilton lors de la Q2 en 1 min 25 s 187.
- Meilleur tour en course :  Heikki Kovalainen (McLaren-Mercedes) en 1 min 27 s 418 au 43e tour.

### Tours en tête
- Lewis Hamilton (McLaren-Mercedes) : 50 tours (1-17 / 22-42 / 47-58).
- Heikki Kovalainen (McLaren-Mercedes) : 8 tours (18-21 / 43-46).

## Classements généraux à l'issue de la course
| Pos | Pilote             | Écurie             | Points |
| --- | ------------------ | ------------------ | ------ |
| 1   | Lewis Hamilton     | McLaren-Mercedes   | 10     |
| 2   | Nick Heidfeld      | BMW Sauber         | 8      |
| 3   | Nico Rosberg       | Williams-Toyota    | 6      |
| 4   | Fernando Alonso    | Renault            | 5      |
| 5   | Heikki Kovalainen  | McLaren-Mercedes   | 4      |
| 6   | Kazuki Nakajima    | Williams-Toyota    | 3      |
| 7   | Sebastien Bourdais | Toro Rosso-Ferrari | 2      |
| 8   | Kimi Räikkönen     | Ferrari            | 1      |

| Pos | Écurie             | Points |
| --- | ------------------ | ------ |
| 1   | McLaren-Mercedes   | 14     |
| 2   | Williams-Toyota    | 9      |
| 3   | BMW Sauber         | 8      |
| 4   | Renault            | 5      |
| 5   | Toro Rosso-Ferrari | 2      |
| 6   | Ferrari            | 1      |

## Statistiques
- 5e victoire de sa carrière pour Lewis Hamilton.
- 7e pole position pour Lewis Hamilton.
- 157e victoire pour McLaren en tant que constructeur.
- 62e victoire pour Mercedes en tant que motoriste.
- 1er Grand Prix de l'écurie Force India.
- 1er Grand Prix pour Sébastien Bourdais et Nelsinho Piquet.
- 1er départ en première ligne pour Robert Kubica.
- 1er meilleur tour en course de sa carrière pour Heikki Kovalainen.
- 1er podium de sa carrière pour Nico Rosberg.
- 1ers points en championnat du monde pour Kazuki Nakajima pour son second départ en GP.
- 1ers points en championnat du monde pour Sébastien Bourdais pour son premier départ en GP.
- Seulement 7 monoplaces ont passé le drapeau à damier. Rubens Barrichello, 6e sous le drapeau à damier et en mesure d'inscrire ses premiers points depuis plus d'un an est disqualifié pour être sorti de la voie des stands alors que le feu rouge était allumé tandis que Sébastien Bourdais, 8e et Kimi Räikkönen, 9e ont abandonné mais sont classés finalement 7e et 8e à la suite du déclassement du Brésilien.
- Kazuki Nakajima, jugé responsable de l'abandon de Robert Kubica en le heurtant alors que le peloton s'élançait après quelques tours derrière la voiture de sécurité, est pénalisé d'une rétrogradation de 10 places sur la grille de départ du Grand Prix de Malaisie.